# Mniowniki
Mniowniki (ros. Мнёвники) – stacja końcowa linii Bolszej Kolcewej metra moskiewskiego, znajdująca się w północno-zachodnim okręgu administracyjnym Moskwy w rejonie Choroszowo-Mniowniki (Хорошёво-Мнёвники). Otwarcie miało miejsce 1 kwietnia 2021 roku.
Stacja trójnawowa typu płytkiego kolumnowego z peronem wyspowym położona jest na głębokości 27 metrów. Autora projektu architektonicznego wyłoniono w międzynarodowym konkursie w 2016 roku. Zwycięzcą została moskiewska pracownia ABTB (Architectural Bureau by Timur Bashkaev), natomiast głównym wykonawcą była firma Mosinżprojekt (Мосинжпроект).
Przystanek utrzymano w szarej kolorystyce z czerwonymi akcentami. Peron wyłożono granitem, natomiast ściany obłożono panelami imitującymi beton architektoniczny w trzech odcieniach szarości. W centralnej części stacji znajduje się jaskrawoczerwona struktura w kształcie rosyjskiej litery П (pol. P), zainspirowana pracami Kazimierza Malewicza i stworzonym przez niego nurtem suprematyzmu. Czerwień zdobi także belki rozporowe w szybach ze schodami ruchomymi, a także niektóre elementy antresoli i pawilonów wejściowych.